# Gregor Lorger
Gregor Lorger (Celje, Eslovenia, 7 de septiembre de 1981) es un jugador de balonmano esloveno. Juega en la posición de portero. Actualmente milita en la plantilla del RK Maribor Branik. Mide 2,05 metros y pesa 90 kg.

## Trayectoria
- RK Celje (2003-2006)
- BM Valladolid (2006-2009)
- Club Balonmano Ciudad de Logroño (2009-2014)
- Helvetia Anaitasuna (2014-2016)
- RK Nexe Našice (2016-2017)
- ASV Hamm-Westfalen (2017-2020)
- RK Maribor Branik (2020- )[3]

## Palmarés
- 2 Ligas eslovenas
- 1 Copa de Europa (2003/04)
- 1 Supercopa de Europa (2004)
- 1 Recopa de Europa (2008/09)